# 張亭舉
張亭舉（1932年12月25日-2018年8月26日），生于安徽省阜阳县，毕业于陆军官校24期。曾任中華民國海軍陸戰隊中將副司令，後任台北市榮民服務處處長。自退輔會退休後，任高雄退伍軍人協會會長、陸戰隊退伍軍人協會會長等服務職位、新同盟會副總會長及高雄分會會長。

## 生平
張亭舉，民國21年（1932年）12月25日出生於安徽省阜陽縣公里桥前楼村，3岁时父亲张宰臣去世，小学就读于王化集国民小学，后转入颍川师范附小，毕业后考上江苏第8临中自费班，未及毕业即因抗战胜利转入临泉私立明强初中，毕业后高中先后就读于南京私立安徽中学和市立六中。
1949年随山东八联中先后流亡杭州、福州、厦门、香港、广州，后学校决定迁往台湾，师生两千余人有幸搭乘海军中字号军舰来到澎湖马公。后被送往渔翁岛灯塔，编入李振清部队挂名当兵，回到马公后因高中毕业，递补为中士，期间曾经移驻浙江省舟山，转战长涂岛，39年初返台后在海军左营库房担任勤务，之后编入舰勤警卫部队，分发至某永字号军舰上。
後考入陆军军官学校24期，并于42年6月16日毕业，同年12月16日授予少尉见习官。畢業後分發至海軍陸戰隊。
曾任何恩廷師長之侍從官，倍受何賞識其軍事潛力，認為其日後必為陸戰隊之樑柱。本被派至美國海軍陸戰學院受訓，因疑患肺結核而無法前行。後任海军陆战队第一旅第四团第一营第一连连长，陆战队队部营作战室少校主任，队部营副营长，第二师师部中校空业官，第一师三团参谋，第一师一团二营营长，海軍官校副总隊長（可參考海官校長池孟彬的回憶錄），陸戰隊第1師第3團團長，陸戰士校教育長，戰爭學院65年班深造，金門陆战117師副師長，海軍陸戰隊恆春指揮中心指揮官，於任內升任少將（民國69年），曾接待新加坡两个师进驻野战演训（“星光计划”）。後任99師師長，於師對抗演習大勝陸軍，重振陸戰隊因長年獲敗的士氣。旋即升任陸戰學校校長，再轉至聯訓部海軍督察官，於民國76年元月一日晉升中將，當時同升中將的有海軍雷學明中將、軍醫局長伊在信中將等。彼時陸戰隊司令部參謀長是馬屨綏少將。
民國77年初，陸戰隊中將司立黃端先被監察院彈核挪用公款（非貪污，將公款放入自己口袋），時任參謀總長郝伯春擬將其轉調至海軍副總司令，但遭海軍總司令劉和謙強力拒絕，不願增設一個副總司令的缺額。自此二人行同漠路。至年中，陸戰隊司令部的少數軍官，將此案透露給媒體，黃司立隨即下台。彼時赫是囑意時任陸戰隊中將副司令宋子廉接任司令。但已經翻臉的劉總司令在監察院年初彈核案到年中煤體曝光此案這半年中，將宋子廉調離陸戰隊，任陸軍八軍團中將副司令。同時讓少將參謀長馬屨餒兼任少將副司令，於民國77年中，黃司令退伍，就直升其為中將司令。一向服從長官命令的張亭舉已經在聯訓部做了一年半的陸戰隊中將，此時像個隱形人一樣，繼續原職留任。馬屨綏司令是第一位海官畢業的陸戰隊司令。後來劉和謙總司令任期一到，就被參謀總長郝伯村不依前例將其升為副參謀總長兼執行官，反是將其調至聯訓部上將主任，做了二年，就轉任為總統府戰略顧問。劉和謙上將在聯訓部認識了張亭舉中將，發現其為人才，後悔忘記這個陸戰隊資深中將，後成深受劉和謙信任的部屬。劉後來調至總統府戰略顧問，張亭舉後調回陸戰隊任中將副司令。後來劉被李登輝提拔為參謀總長，以抗衡郝伯村的軍中勢力。這個人事命令發佈的前一天晚上，劉就打電話給張亭舉中將副司令，説會盡快升仕其為陸戰隊司令。但因馬司令調升的警總副總司令或國家副安全局長的位置都被郝系人馬卡住不放。直至民國八十年陸戰隊司令缺才出來，彼時張中將乃58歲多，因其生日在12月，所以可任二年。但結果出來是另一位海官出身的第二副司令鄭國南將軍升任陸戰隊司令。
於是張中將於八十年辦理提前退伍，至退輔會台北榮民服務處任處長一職。多年後回顧，才了解海軍清幫在彼時是處於歷史上最有影響力的時刻（小蔣走了，李登輝還分不清東西南北）。時已退休之警政署長何恩廷嘆之，能者任六年閒差中將，陸戰隊被清幫擔誤了，怕日後也會擔誤國家社稷。不出其所料，民國八十二年爆出伊清風命案，就是清幫勢力極致之表現。
張將軍一生外向，樂觀進取，以無小我的中華文化為其性格背景。退休後任高雄退伍軍人協會會長、陸戰隊退伍軍人協會會長等服務職位，免費協助退伍長官或部屬往生事宜，深受尊重。他同时任新同盟會副總會長（會長是許歴農上將）及高雄分會會長，期间多次访问大陆。於民國107年6月因腹痛至高雄榮總就醫，診斷出盲腸癌併腹膜轉移，住院兩個多月便撤手人環，在意識清醒之時，告訴家人，打敗它、殺掉癌症，毫無懼色。得年86歲。
1. ↑  . 知乎专栏.   [2023-01-01] （中文）.
2. ↑  . 國軍退除役官兵輔導委員會臺北市榮民服務處.   [2023-01-01]. （原始内容存档于2023-01-01）.
3. ↑  . www.gwytb.gov.cn.   [2023-01-01]. （原始内容存档于2023-01-01）.
4. ↑  . gd.huaxia.com.   [2023-01-01]. （原始内容存档于2023-01-01）.
5. ↑  . old.counsellor.gov.cn.   [2023-01-01]. （原始内容存档于2023-01-01）.